# Буй Дмитро Борисович
Буй Дмитро Борисович (народився 10.08.1958) — доктор фізико-математичних наук, старший науковий співробітник та заступник декана з наукової роботи факультету кібернетики Київського національного університету імені Тараса Шевченка.

## Біографія
- 1958: народився
- 1980: закінчив Київський університет
- 1981-1984: навчався в аспірантурі під керівництвом професора Редька.
- 1985: захистив кандидатську дисертацію на тему «Примітивні програмні алгебри».
- 1990: отримав вчене звання старшого наукового співробітника за спеціальністю «Математична кібернетика».
- 1997: обіймає посаду завідувача лабораторії.
- 2002: захистив докторську дисертацію на тему «Теорія програмних алгебр композиційного типу та її застосування».

## Основні публікації
Є автором більш ніж 70 наукових праць та однієї сумісної монографії.
1. Буй Д. Б., Редько В. Н. Программологические аспекты метода неподвижной точки // Кибернетика и системный анализ. — 1994. — № 5.
2. Буй Д. Б., Редько В. Н. Неподвижные точки и операторы замыкания: программологические аспекты // Кибернетика и системный анализ. — 1995. — № 1.
3. Редько В. Н., Буй Д. Б. К основаниям теории реляционных баз данных // Кибернетика и системный анализ. — 1996. — № 4.
4. Редько В. Н., Брона Ю. И., Буй Д. Б. Взаимная непроизводность и выразительная сила операций реляционных алгебр // Доповіді НАН України. Математика. Природознавство. Технічні науки. — 1996. — № 11.
5. Буй Д. Б. Непрерывность в индуктивных множествах. Часть 1: суперпозиция. Часть 2: рекурсия // Проблемы программирования. — 1998. — Вып. 3,4.
6. Буй Д. Б., Поляков С. А. Композиційна семантика SQL-подібних мов: табличні структури даних, композиції, приклади // Вісник Київського університету. Сер. фіз.-мат. науки. — 1999. — Вип. 1,2.
7. Буй Д. Б. Системи рівнянь в індуктивних множинах // Вісник Київського університету. Сер. фіз.-мат. науки. — 1999. — Вип. 3.
8. Брона Ю. Й., Буй Д. Б., Поляков С. А. Композиційна семантика SQL-подібних мов: операції з'єднання // Вісник Київського університету. Сер. фіз.-мат. науки. — 1999. — Вип. 4. — С.100-104.
9. Брона Ю. Й., Буй Д. Б., Загорський С. П., Поляков С. А. Композиційна семантика SQL-подібних мов: агрегатні функції // Вісник Київського університету. Сер. фіз.-мат. науки. — 2000. — Вип. 1.
10. Брона Ю. Й., Буй Д. Б., Загорський С. П., Поляков С. А. Композиційна семантика SQL-подібних мов: групування, маніпулювання даними, приклади // Вісник Київського університету. Сер. фіз.-мат. науки. — 2000. — Вип. 2.
11. Брона Ю. Й., Буй Д. Б., Загорський С. А., Поляков С. А. Композиційна семантика агрегатних функцій SQL-подібних мов // Проблемы программирования. — 2000.
12. Буй Д. Б. Системи рівнянь в індуктивних множинах: метод Гаусса, інваріантні перетворення, взаємозв‘язок між рекурсією та суперпозицією, похідність багатомісної рекурсії // Проблемы программирования. — 2000. — № 1.
13. Редько В. Н., Брона Ю. Й., Буй Д. Б., Поляков С. А. Реляційні бази даних: табличні алгебри та SQL-подібні мови. — Київ: Видавничий дім «Академперіодика», 2001. — 198 с.
14. Буй Д. Б. Композиційна семантика маніпуляційних дій: збереження денотатів, характеристики, обчислюваність, необхідні умови повноти // Вісник Київського університету. Сер. фіз.-мат. науки. — 2002. — Вип. 1.
15. Буй Д. Б. Теория програмних алгебр композиційного типу та її застосування: Дис. докт. фіз.-мат. наук: 01.05.03. — Київ, 2002. — 365 с.